# 毛勝
毛勝（1401年—1458年），字用欽，初名福壽，北平承宣布政使司順天府薊州（今天津薊縣）人，元朝右丞相伯蔔花之孫，明朝军事将领。南寧伯。

## 生平
毛勝伯父那海在洪武年间归附明朝，并在靖难之役中因功升至都指揮同知，无子。毛勝父亲安太嗣职，担任羽林指揮使，传嗣于子毛濟。毛濟死后无子，则由毛勝嗣职。毛勝因屡次跟从明成祖北征，晋升为都指挥使。曾逃跑至塞外，后自寻归返。正统七年，因征战麓川有功，升都督僉事。靖遠伯王驥选将，命毛勝與都督冉保統兵前往，分别任左右参将，获胜后晋升为都督同知。正统十四年，也先进攻明朝，毛勝与平鄉伯陳懷等率京軍三萬鎮守大同。后以武清伯石亨举荐，明景帝進毛勝为左都督，督三千營操練。
当时恰逢贵州苗族再次叛乱，景帝下令毛勝前往讨伐。未出行就遇到也先逼京師，毛勝则负责守卫彰義門北，并击退蒙古军。两日后，率兵抵达西直门，帮助都督孫鏜解围。次日，都督武興在彰義門阵亡，蒙古军乘勝進入。毛勝与都御史王竑急援，使得蒙古军退却。之后毛勝率部追至紫荊關，事定后，被命以左副總兵統河間、東昌降部赴貴州。随后他与總兵梁缶、右副總兵方瑛等跟从总督王來分道夾擊，获胜，擒获韋同烈。景泰三年，又率部讨伐湖广叛乱，封南寧伯，予世券。移鎮騰沖，再平金齿、麓川。巡按御史牟俸弹劾其貪暴不法數十事，景宗不准。天顺二年，去世。贈侯，謚莊毅。